# سفارة الولايات المتحدة في إيطاليا
سفارة الولايات المتحدة في إيطاليا هي أرفع تمثيل دبلوماسي لدولة الولايات المتحدة لدى إيطاليا. تقع السفارة في روما وهي تهدف لتعزيز المصالح الأمريكية في إيطاليا.

## وصلات خارجية
- قائمة سفارات الولايات المتحدة
- قائمة السفارات في إيطاليا